# Kreuz Schwerin
Kreuz Schwerin is een knooppunt in de Duitse deelstaat Mecklenburg-Voor-Pommeren.
Op dit knooppunt kruist de A14 Wismar-Dreieck Nossen de A24 Hamburg-Dreieck Havelland.

## Geografie
Het knooppunt ligt in de gemeente Wöbbelin in het Landkreis Ludwigslust-Parchim aan de oostelijke rand van de Metropool regio Hamburg.
Nabijgelegen steden en dorpen zijn Neustadt-Glewe, Rastow en Banzkow.
Nabijgelegen wijken zijn Fahrbinde auf Rastower Seite, Goldenstädt van Banzkow, Dreenkrögen van Wöbbelin en Tuckhude van Neustadt-Glewe. Het knooppunt ligt ongeveer 25 km ten zuidoosten van de naam gevende stad Schwerin, ongeveer 150 km ten noorden van Maagdenburg, ongeveer 100 km ten oosten van Hamburg en ongeveer 170 km ten noordwesten van Berlijn.

## Verkeersintensiteiten
Dagelijks passeren ongeveer 29.000 voertuigen het knooppunt (in 2010}.
| Van                    | Naar                     | Gemiddeld aantal voertuigen per dag | Percentage vrachtverkeer |
| ---------------------- | ------------------------ | ----------------------------------- | ------------------------ |
| AS Schwerin-Ost (A 14) | AD Schwerin              | 7.200                               | 10,3 %                   |
| AS Ludwigslust (A 24)  | AD Schwerin              | 24.000                              | 17,7 %                   |
| AD Schwerin            | AS Neustadt-Glewe (A 24) | 27.000                              | 16,5 %                   |

## Richtingen knooppunt
| Aansluitende wegen | Aansluitende wegen | Aansluitende wegen                                  | Aansluitende wegen | Aansluitende wegen                |
| ------------------ | ------------------ | --------------------------------------------------- | ------------------ | --------------------------------- |
| richting Hamburg   |                    | richting Schwerin / Wismar                          |                    |                                   |
|                    |                    |                                                     |                    |                                   |
|                    |                    |                                                     |                    |                                   |
|                    |                    |                                                     |                    |                                   |
|                    |                    | richting Ludwigslust gepland: Maagdenburg / Dresden |                    | richting Neustadt-Glewe / Berlijn |